# バルキーロール
バルキーロール(Bulkie roll)は、ニューイングランド地方のサンドイッチ用ロールパンである。バルキーロールで作ったサンドイッチは、この地域のデリカテッセン、レストラン等で一般的に提供される。バンズと比べると、より大きくて柔らかい。表面は通常カリカリであるが、ハードロールではない。中身は通常の白パンに似て、噛み応えがあるわけでもふわふわでもない。黄色みはなく、卵の味もせず、甘味も強くない。ケシの実をトッピングすることもある。
カイザーロールと似ており、しばしば同じものと考えられるが、カイザーロールは一般的にかなり甘い。

## 歴史
Lee Shai Weissbachは、第二次世界大戦以前に、ニューハンプシャー州マンチェスターのユダヤ人のグロサリーの店主が「たくさんのピクルスと分厚いコンビーフを乗せたバルキーロールのサンドイッチを販売していたことを記憶している」と書いている。

### 語源
「バルク」または「バルキー」という言葉は、イディッシュ語で、上質な小麦粉を卵で練った小さなロールパンを意味する言葉である。これは、ポーランド語でロールパンを意味する"bułka"という言葉に由来する。ポーランドにおけるホロコーストの前は、非常に多くのユダヤ人がポーランドに住んでおり、イディッシュ語の単語の約15%は、ポーランド語を含むスラヴ語に由来するものである。